# Riserva naturale di Badkhyz
La Riserva naturale di Badkhyz è un'area protetta (zapovednik) del Turkmenistan. È situata tra i fiumi Tedzhen e Murgab, vicino alle frontiere dell'Iran e dell'Afghanistan.

## Geografia
Le parti settentrionali e occidentali della riserva sono dominate da un altopiano con creste montane e profonde gole rocciose. A est l'altopiano si movimenta con colline sparse ricoperte di steppa desertica; a sud si trovano la depressione e il lago salato di Er-Oilan-Duz e la depressione di Kizyl-Dzhar. L'acqua che giunge su queste depressioni da una larga area di terreni sopraelevati evapora immediatamente al sole e lascia o residui di acqua molto salata, tipo quella del Mar Morto, o depositi di sale.

## Flora
Gli habitat della riserva comprendono zone subtropicali di semisavana, deserti e steppa caratterizzati dalla presenza di piante di assenzio. Nelle aree desertiche crescono foreste sparse di alberi di pistacchio e di pochi altri vegetali che sfruttano brevi periodi di umidità per produrre fiori dai brillanti colori. Le piante di Badkhyz comprendono fichi selvatici e mandorli, tulipani, iris, fiorcapucci, papaveri, finocchi giganti selvatici che raggiungono un'altezza anche di 2 m. Nel territorio della riserva crescono anche piante resistenti al sale della famiglia delle Chenopodiacee.

## Fauna

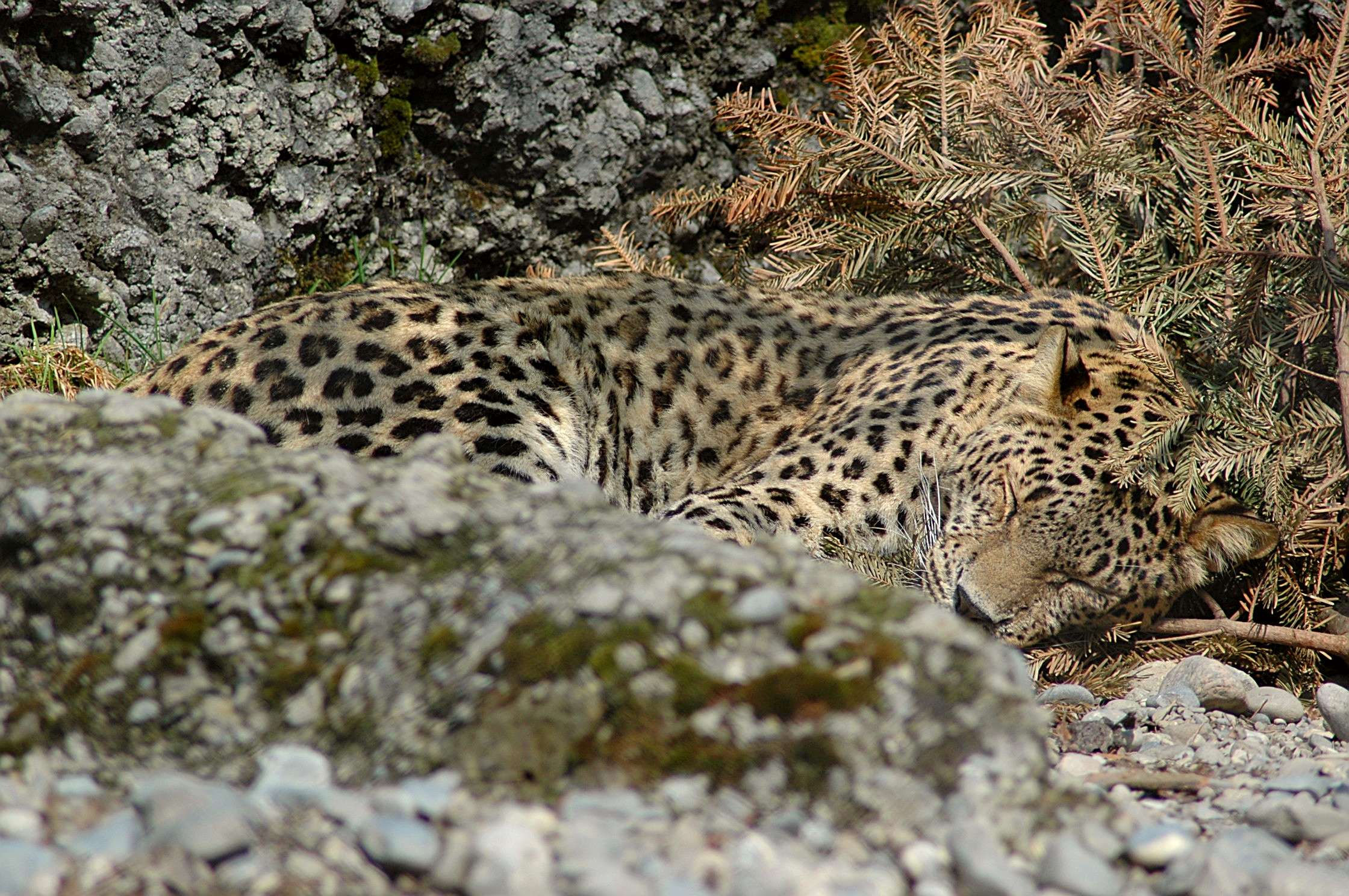
Il leopardo persiano, uno dei più rari abitanti di Badkhyz.

Nella riserva vivono molte specie di animali rari, come leopardi e kulan, una sottospecie minacciata di asino selvatico asiatico. Questi ultimi sono begli animali, dotati di una pelle fulva e bianca e con una striscia nera sulla criniera e una sul dorso. Nel 1941, all'atto dell'istituzione della riserva, erano quasi estinti, oggi siamo vicini al migliaio di esemplari.
Tra le altre specie in pericolo si trovano il varano grigio e il cobra dell'Asia centrale. Quest'ultimo, una delle 20 specie di cobra esistenti al mondo, abita generalmente in zone collinose dove vive cacciando roditori, piccoli rettili e uccelli. Ha un morso velenosissimo, ma raramente attacca l'uomo.
Gli altri animali della riserva sono il caracal, il ratele, la iena striata, la pecora selvatica e l'elegante gazzella gozzuta.
Le 255 specie di uccelli di Badkhyz comprendono la casarca comune, lo storno roseo, l'aquila reale, il chukar, l'allodola del deserto e l'otarda eurasiatica; quest'ultima raggiunge il peso anche di 15 kg, cosicché è tra i più pesanti uccelli del mondo in grado di volare. Negli ultimi anni in Turkmenistan il suo numero è andato riducendosi a causa della trasformazione dei terreni della steppa in terreni agricoli.